# Свети Георги (Бабчор)
Вижте пояснителната страница за други значения на Свети Георги.
„Свети Георги“ (на гръцки: Αγίου Γεωργίου) е православна църква, разположена на територията на историческото село Бабчор, днес на територията на дем Костур, Гърция. Тя е гробищната църква на селото. Храмът е част от Костурската епархия.
Днес от Бабчор е останала само базиликата „Свети Георги“, строена в 1774 – 1775 година. Вратите на църквата са зазидани в 1948 година, за да не може да служи за убежище на идващи от Албания нелегални имигранти в Гърция. В 1986 година храмът е обявен за паметник на културата.
В 2018 година до църквата е прокаран път с помощта на армията, храмът е отворен и ремонтиран, като са възстановени иконостасът и колоните. На 29 септември 2018 година храмът е преосветен от митрополит Серафим Костурски.
Църквата има ценни преносими икони на Възнесение на Свети Илия и на Свети Мина, покровител на Костур, а също и стенописи на помощници на йерарсите в олтарното пространство и Свети Антоний в нишата на прозореца.
- Светци от иконостаса